# Pignan
Pignan é uma comuna francesa na região administrativa de Occitânia, no departamento de Hérault. Estende-se por uma área de 20,32 km². Em 2010 a comuna tinha 7 441 habitantes (densidade: 366,2 hab./km²).